# Mistrovství světa v pozemním hokeji žen
mistrovství světa v pozemním hokeji žen se poprvé konalo v roce 1974. Až do roku 1986 se mistrovství světa v pozemním hokeji žen konala v nepravidelných intervalech 2-3 let. Od roku 1986 až dodnes se již mistrovství světa žen koná pravidelně každé 4 roky. Nejúspěšnější zemí v historii mistrovství světa v pozemním hokeji žen je Nizozemsko se 7 mistrovskými tituly. od roku 2003 se také každé 4 roky koná halové mistrovství světa v pozemním hokeji žen a zde je zatím nejúspěšnější zemí také Německo se 2 mistrovskými tituly.

## Venkovní mistrovství světa v pozemním hokeji žen

### Přehled medailistů
| Rok  | Místo                         | Zlatá medaile | Stříbrná medaile | Bronzová medaile | Umístění ČSSR/Česka |
| ---- | ----------------------------- | ------------- | ---------------- | ---------------- | ------------------- |
| 1974 | Mandelieu-la-Napoule, Francie | Nizozemsko    | Argentina        | SRN              | Bez české účasti    |
| 1976 | Západní Berlín, SRN           | SRN           | Argentina        | Nizozemsko       | Bez české účasti    |
| 1978 | Madrid, Španělsko             | Nizozemsko    | SRN              | Belgie           | 9. místo            |
| 1981 | Buenos Aires, Argentina       | SRN           | Nizozemsko       | SSSR             | Bez české účasti    |
| 1983 | Kuala Lumpur, Malajsie        | Nizozemsko    | Kanada           | Austrálie        | Bez české účasti    |
| 1986 | Amstelveen, Nizozemsko        | Nizozemsko    | SRN              | Kanada           | Bez české účasti    |
| 1990 | Sydney, Austrálie             | Nizozemsko    | Austrálie        | Jižní Korea      | Bez české účasti    |
| 1994 | Dublin, Irsko                 | Austrálie     | Argentina        | USA              | Bez české účasti    |
| 1998 | Utrecht, Nizozemsko           | Austrálie     | Nizozemsko       | Německo          | Bez české účasti    |
| 2002 | Perth, Austrálie              | Argentina     | Nizozemsko       | Čína             | Bez české účasti    |
| 2006 | Madrid, Španělsko             | Nizozemsko    | Austrálie        | Argentina        | Bez české účasti    |
| 2010 | Rosario, Argentina            | Argentina     | Nizozemsko       | Anglie           | Bez české účasti    |
| 2014 | Haag, Nizozemsko              | Nizozemsko    | Austrálie        | Argentina        | Bez české účasti    |

### Historické pořadí podle medailí
| №  | Země        | Zlatá medaile | Stříbrná medaile | Bronzová medaile | Celkem |
| 1. | Nizozemsko  | 7             | 4                | 1                | 12     |
| 2. | Argentina   | 2             | 3                | 2                | 7      |
| 3. | Austrálie   | 2             | 3                | 1                | 6      |
| 4. | Německo     | 2             | 2                | 2                | 6      |
| 5. | Kanada      | 0             | 1                | 1                | 2      |
| 6. | Belgie      | 0             | 0                | 1                | 1      |
| 6. | SSSR        | 0             | 0                | 1                | 1      |
| 6. | Jižní Korea | 0             | 0                | 1                | 1      |
| 6. | USA         | 0             | 0                | 1                | 1      |
| 6. | Čína        | 0             | 0                | 1                | 1      |
| 6. | Anglie      | 0             | 0                | 1                | 1      |

## Halové mistrovství světa v pozemním hokeji žen

### Přehled medailistů
| Rok  | Místo           | Zlatá medaile | Stříbrná medaile | Bronzová medaile | Umístění Česka |
| ---- | --------------- | ------------- | ---------------- | ---------------- | -------------- |
| 2003 | Lipsko, Německo | Německo       | Nizozemsko       | Francie          | 4. místo       |
| 2007 | Vídeň, Rakousko | Nizozemsko    | Španělsko        | Německo          | 11. místo      |
| 2011 | Poznaň, Polsko  | Německo       | Nizozemsko       | Ukrajina         | 6. místo       |
| 2015 | Lipsko, Německo | Nizozemsko    | Německo          | Česko            | 3. místo       |

### Historické pořadí podle medailí
| №  | Země       | Zlatá medaile | Stříbrná medaile | Bronzová medaile | Celkem |
| 1. | Nizozemsko | 2             | 2                | 0                | 4      |
| 2. | Německo    | 2             | 1                | 1                | 4      |
| 3. | Španělsko  | 0             | 1                | 0                | 1      |
| 4. | Francie    | 0             | 0                | 1                | 1      |
| 4. | Ukrajina   | 0             | 0                | 1                | 1      |
| 4. | Česko      | 0             | 0                | 1                | 1      |

| Země              | 2003 | 2007 | 2011 | 2015 |
| ----------------- | ---- | ---- | ---- | ---- |
| Argentina         | -    | -    | 9.   | -    |
| Austrálie         | 9.   | 6.   | 8.   | 8.   |
| Belgie            | -    | -    | -    | 11.  |
| Bělorusko         | 5.   | 5.   | 4.   | 6.   |
| Česko             | 4.   | 11.  | 6.   | 3.   |
| Francie           | 3.   | -    | -    | -    |
| Itálie            | -    | 10.  | -    | -    |
| Jižní Afrika      | 10.  | 12.  | -    | 9.   |
| Kanada            | -    | 9.   | -    | 10.  |
| Kazachstán        | -    | -    | 12.  | 12.  |
| Litva             | 6.   | -    | -    | -    |
| Mexiko            | 12.  | -    | -    | -    |
| Namibie           | -    | -    | 10.  | -    |
| Německo           | 1.   | 3.   | 1.   | 2.   |
| Nizozemsko        | 2.   | 1.   | 2.   | 1.   |
| Polsko            | -    | -    | 5.   | 5.   |
| Rakousko          | 7.   | 7.   | 7.   | 4.   |
| Rusko             | 8.   | -    | -    | -    |
| Skotsko           | -    | 8.   | -    | -    |
| Španělsko         | -    | 2.   | -    | -    |
| Trinidad a Tobago | 11.  | -    | -    | -    |
| Ukrajina          | -    | 4.   | 3    | 7.   |
| Uruguay           | -    | -    | 11.  | -    |